# Cliff Geyser
Pour les articles homonymes, voir Cliff.
Cliff Geyser est un geyser de type « fontaine » situé dans le Black Sand Basin dans le Upper Geyser Basin dans le parc national de Yellowstone aux États-Unis. Il se situe aux abords immédiats du torrent Iron Spring Creek.
Les durées des éruptions et les intervalles entre celles-ci varient de quelques minutes à plusieurs heures. Pendant la majeure partie de l'histoire du parc, Cliff Geyser était éteint ou entrait en éruption en de rares cas. En revanche, il est depuis plusieurs années en éruption plus de la moitié du temps[pas clair]. La hauteur maximale du jet d'eau, de 10 à 15 mètres, est souvent atteinte en fin d'éruption.
Il tire son nom du mur bas en forme de falaise (cliff en anglais) qui le sépare de l'Iron Spring Creek.